# Голиков, Иван Иванович (художник)
Ива́н Ива́нович Го́ликов (25 декабря 1886  [6 января 1887], Москва — 31 марта 1937, Палех, Ивановская область) — русский и советский художник-миниатюрист, заслуженный деятель искусств РСФСР (1933), инициатор и учредитель Артели древней живописи Палеха.

## Биография

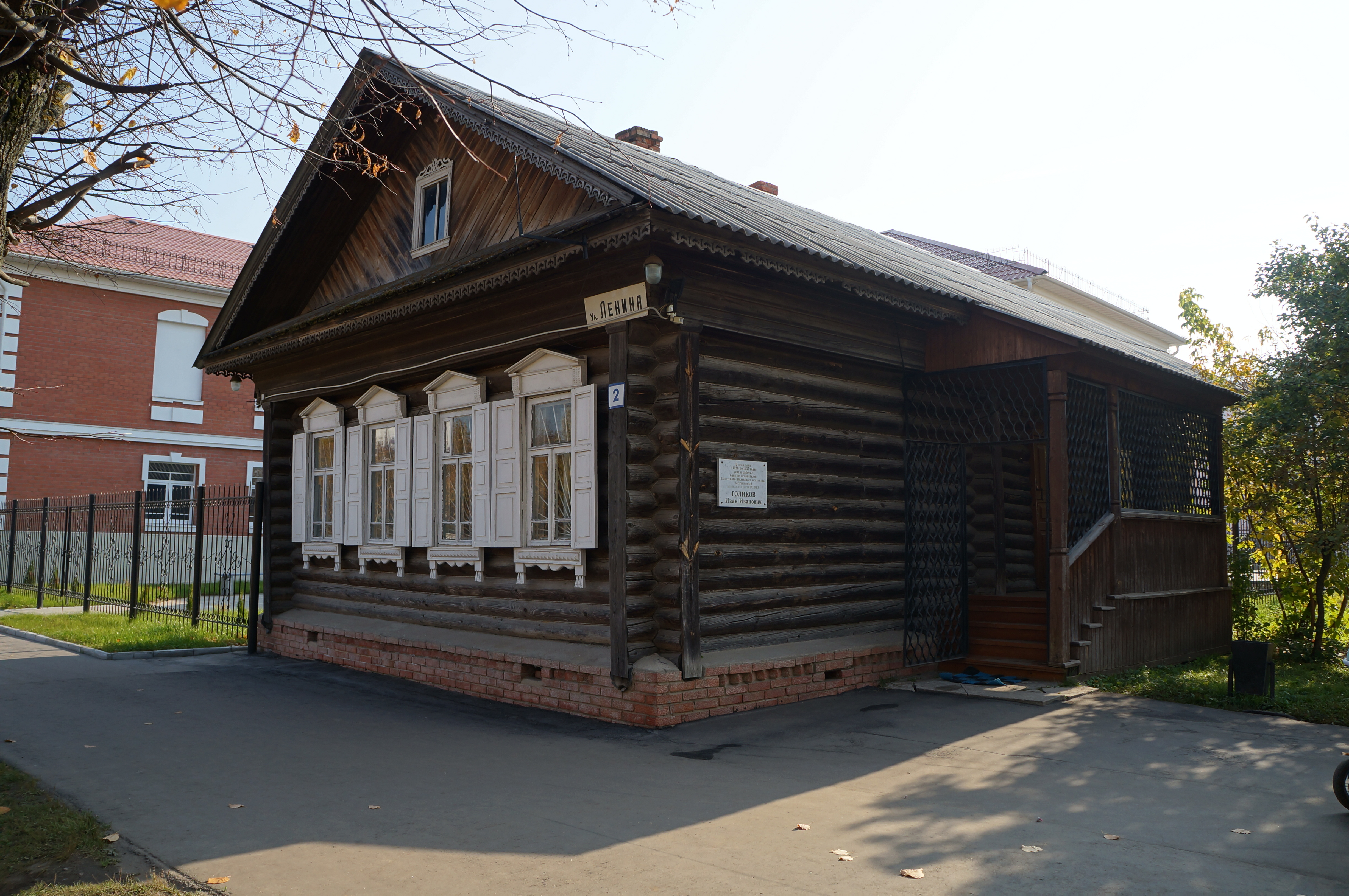
Дом, в котором в 1929—1937 годах жил и работал Голиков

Родился в Москве в семье потомственного палехского художника-иконописца с трёхвековой художественной преемственностью. Когда ему было 7 лет, его отец — Иван Михайлович Голиков, чтобы спасти семью от страшного голода, начавшегося в Москве, вернулся в Палех. В десятилетнем возрасте Ваня Голиков был отдан на обучение иконописному делу в известную в Палехе мастерскую братьев Софоновых. В 1900 году, обучившись приёмам доличного письма, Иван Голиков отправился в Петербург, а затем в Москву для работы в иконописных мастерских. Отец скончался, когда Ивану исполнилось 14 лет, он остался старшим в семье. Юноше пришлось работать, не покладая рук — он занимался реставрацией живописи, росписью церквей и монастырей. Его специализацией было доличное письмо, то есть, художник писал на иконах одежды. Расписывал церковь Святоозерского монастыря от мастерской М. Л. Парилова в 1907 году и церкви в Казани. Оставил крупицы своей работы в Новодевичьем монастыре, Грановитой палате, в московских и питерских храмах. Работая в Петербурге, он некоторое время посещал рисовальные классы училища барона Штиглица. В 1907-1911 годах Иван Голиков проходил воинскую службу, в 1911—1914 годах работал в мастерской Н. М. Сафонова в Палехе, принимал участие в росписи церкви в Казани. В 1914-1917 годах призванный в действующую армию участвовал в Первой мировой войне в составе 27-го Сибирского полка, получил контузию.
После первой мировой войны и Революции 1917 года художник начинает свои самостоятельные творческие поиски. Некоторое время он работает театральным художником в Шуе, Кинешме, Иваново-Вознесенске и Костроме, создавая декорации к спектаклям «Лес», «Гроза», «Снегурочка», «Борис Годунов», «Русская свадьба» и «Лекарь поневоле». В 1921 году он создал свою первую миниатюру — расписал шкатулку из папье-маше, и показал её руководству Кустарного музея. В 1922 году, работая в мастерской художника А. А. Глазунова, Иван Голиков создал целый ряд росписей на папье-маше, наметив основные черты нового искусства, и став, по сути, его отцом-основателем. К этому времени мастер смог органично синтезировать особенности трёх иконописных школ — Палехской, Строгановской и Ярославской.

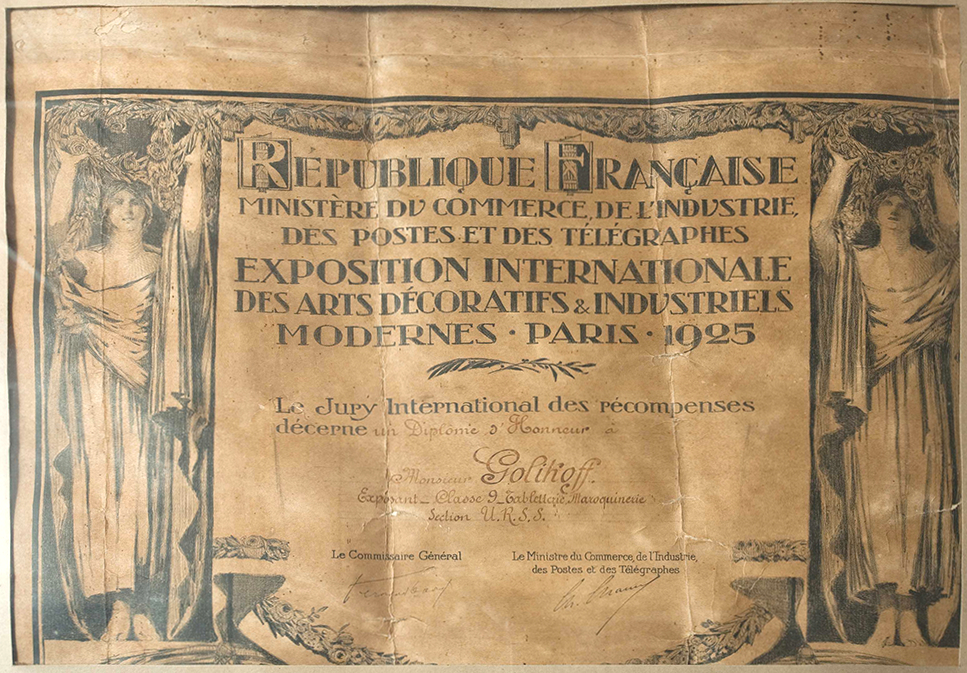
Почётный диплом И. И. Голикова на Всемирной выставке в Париже (1925). Музей палехского искусства

Манера художника заинтересовала ряд искусствоведов, среди которых был его дальний родственник А. В. Бакушинский, оказавший содействие в организации артели по производству расписных шкатулок из папье-маше. 4-5 декабря 1924 года была создана «Артель древней живописи», костяк которой составили бывшие иконописцы. В том же 1924 году работы палехских мастеров — И. И. Голикова, И. М. Баканова, И. В. Маркичева и А. В. Котухина были показаны на XIV Международной художественной выставке в Венеции, вызвав большой интерес.
В следующем, 1925 году «Артель древней живописи» получила Гран-при на Всемирной выставке декоративных искусств в Париже, И. И. Голиков был удостоен Почётного диплома (второй по значению награды выставки).
После Парижа были успехи в Милане, Вене и Берлине.
Иван Голиков расписал множество лакированных изделий — от крупных ларцов до миниатюрных бисерниц. Все его работы являют собой образец тончайшего письма, превосходных композиционных решений и необычного подхода к былинным и литературным сюжетам. Многие из них он брал непосредственно из самой жизни; Голиков говорил: «Выхожу на улицу, наблюдаю за природой вечера, прежде чем начать писать картину, сначала переживу, весь уйду в тот мир, который нужно изображать …»
Тематика произведений: история, фольклор, литература, сельские мотивы, современная, революционная, битвы, тройки, орнаментальные мотивы («Адам в Раю», «Бесы», «Битва», «Борис Годунов», «Гулянье в лесу», «Гармонист», «Гадание на Ивана Купалу», «Герб СССР», «Дядюшка Яков», «Жнитво», «Звери», «Игра в шашки», «Карусель», «Коромысловая башня», «Лоэнгрин», «Масленица», «Наполеон», «Орнаменты», «Пахота на волах», «Петухи», «Пожар», «Слово о полку Игореве», «Сказка о рыбаке и рыбке», «Степан Разин», «Ромео и Джульетта», «Тройка красных коней», «Хоровод» и другие).
Вершиной его творчества считаются миниатюры, созданные в 1932-1933 годах для подарочного издания «Слова о полку Игореве», вышедшего в 1934 году в издательстве Academia. Первоначально работу хотели поручить разным художникам, но писатель Максим Горький настоял, чтобы все миниатюры были выполнены одним Голиковым. Эти миниатюры впоследствии переиздавались два раза, а Ивану Голикову в 1933 году было присвоено звание заслуженного деятеля искусств РСФСР.
Для его работ характерна смесь реальности со сказочной фантазией: на былинной красной тройке по заснеженному пейзажу у него может ехать не сказочный персонаж, а красноармеец в будёновке. Манеру отца переняли двое его сыновей, ставших палехскими мастерами лаковой живописи: старший — Георгий Иванович (1920—1941) и третий — Николай Иванович Голиковы (1924—2011). Художником стал также его внук Юрий Николаевич Голиков. Ещё один его сын — второй по старшинству и полный тёзка — Иван Иванович Голиков (1923—1980) стал учителем и всю свою жизнь проработал в средней школе посёлка Моста Южского района Ивановской области.
Художник скончался в 1937 году после тяжёлой болезни. В центре Палеха Ивану Голикову установлен памятник. Именем художника также названа одна из улиц Палеха, а в 1968 году в Палехе открылся дом-музей Голикова.
Произведения И. И. Голикова хранятся в Государственном Музее Палехского Искусства, Государственном Русском Музее, Государственной Третьяковской Галерее, Всероссийском Музее Декоративно-Прикладного и Народного Искусства, Музее народного искусства НИИ художественной промышленности, Государственном историко-художественном музее-заповеднике г. Сергиев Посад, Вятском ОХМ, Ивановском ОХМ, Иркутском ОХМ, Нижегородском государственном художественном музее, Ярославском историко-архитектурном музее-заповеднике, Киевском музее русского искусства, Государственном художественном музее Белоруссии, Всероссийском музее А. С. Пушкина «Мойка 12», Государственном музее А. М. Горького, Тверской областной картинной галерее.

## Галерея

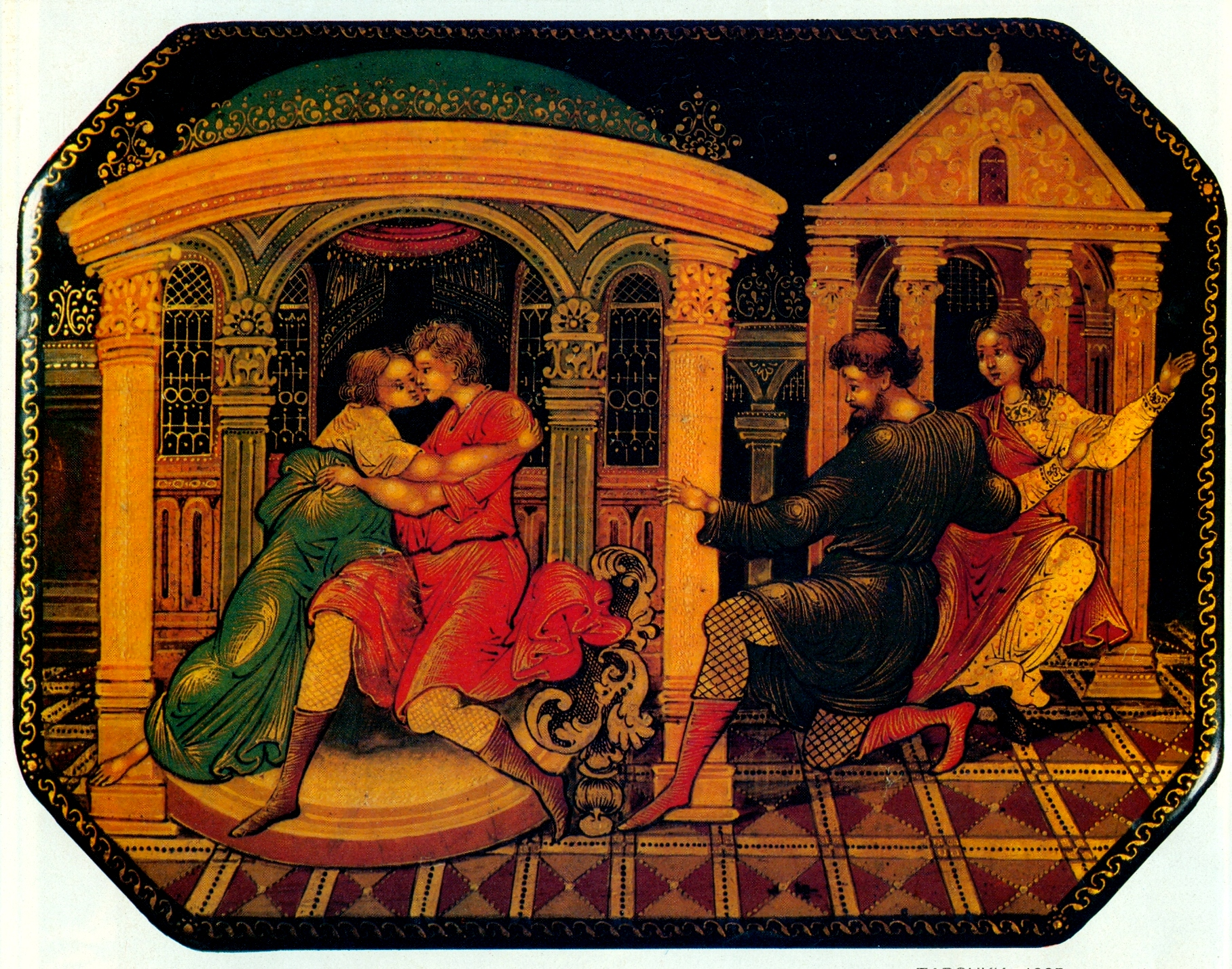
Парочки (1925)
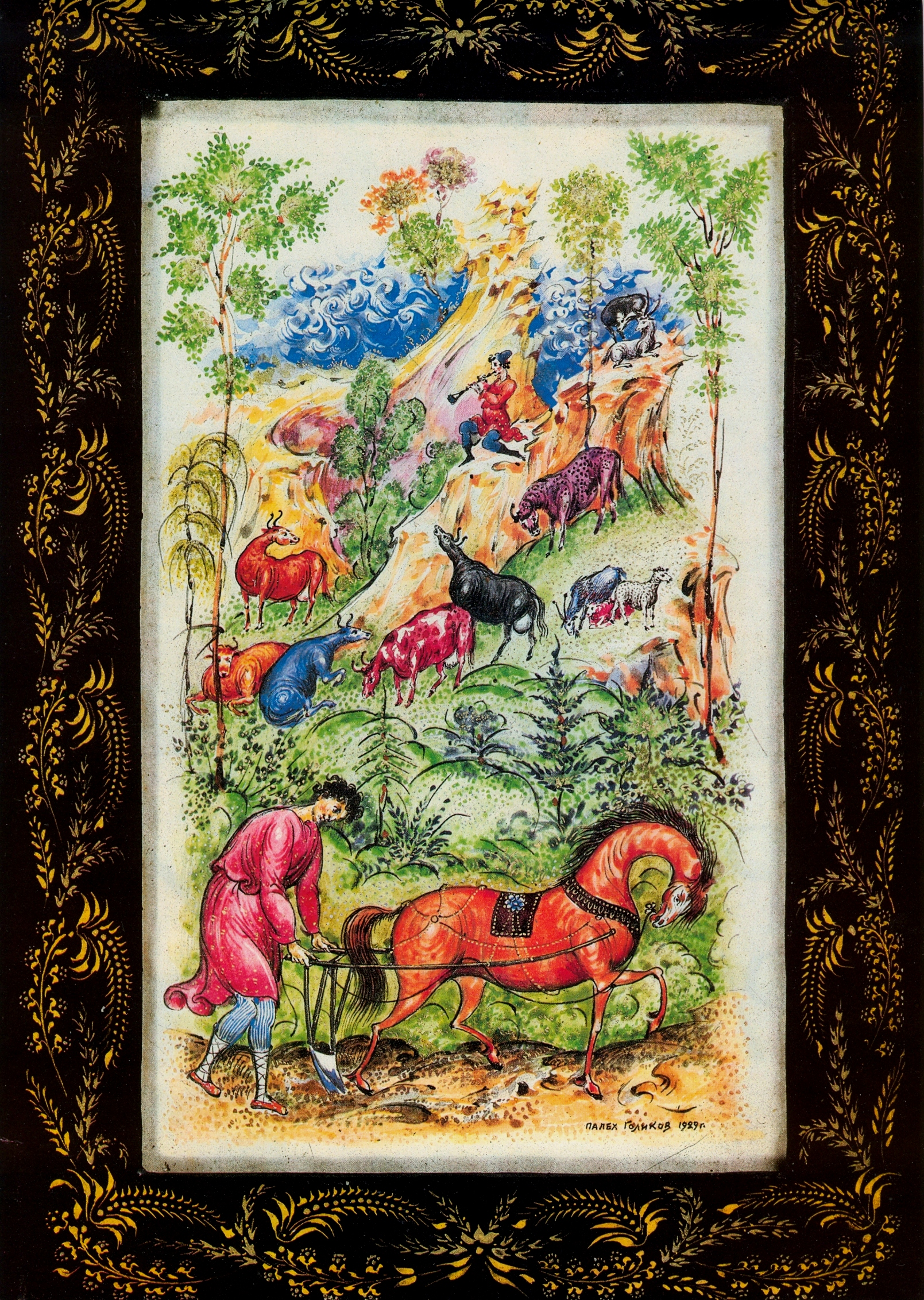
Пахарь (1929)
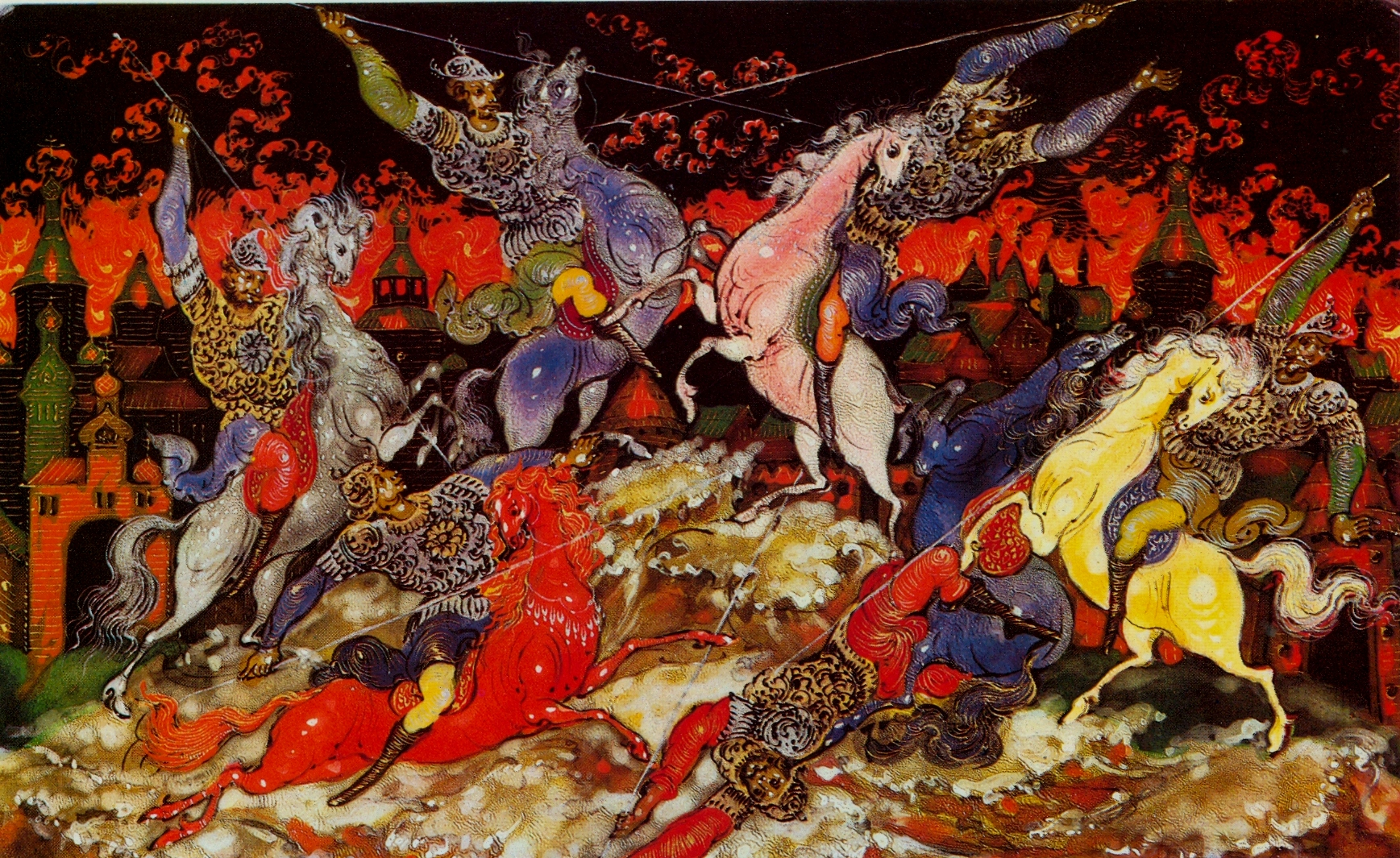
Битва (1927)
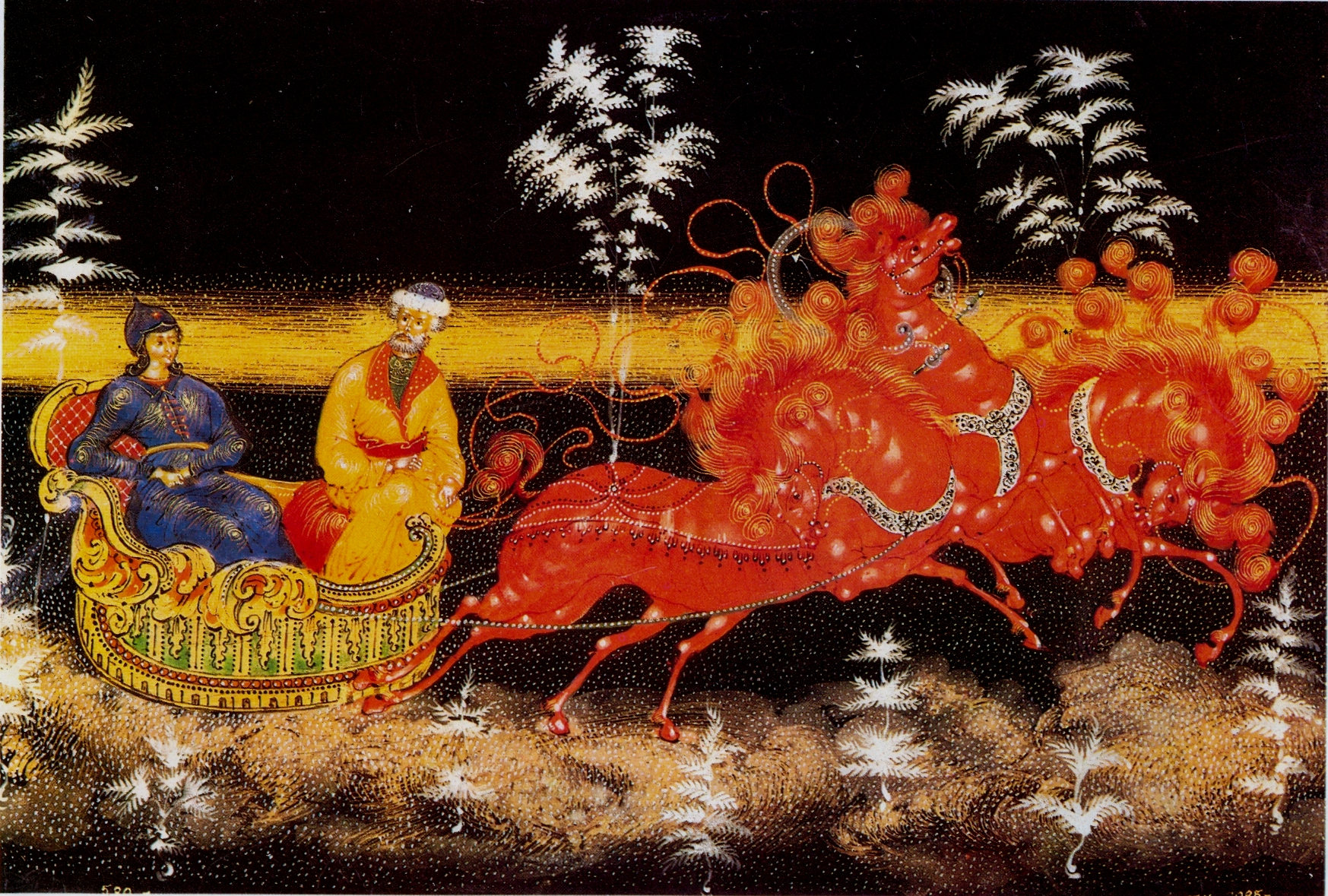
Тройка (1925)
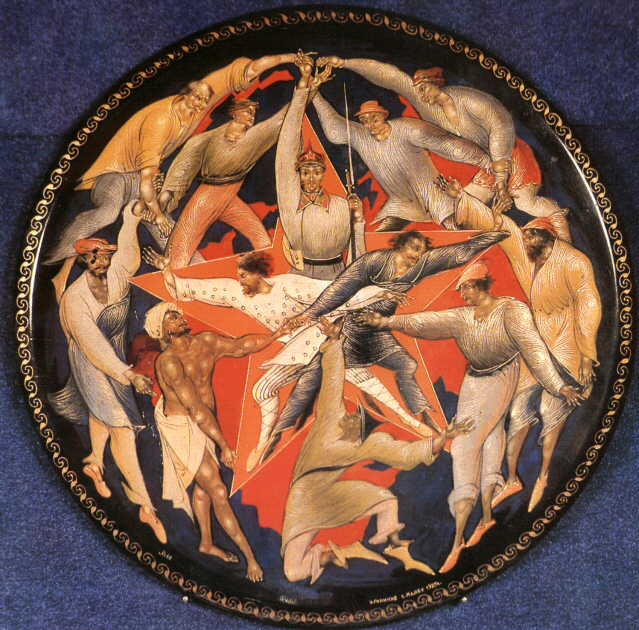
Аллегорическое представление III Интернационала (1927)
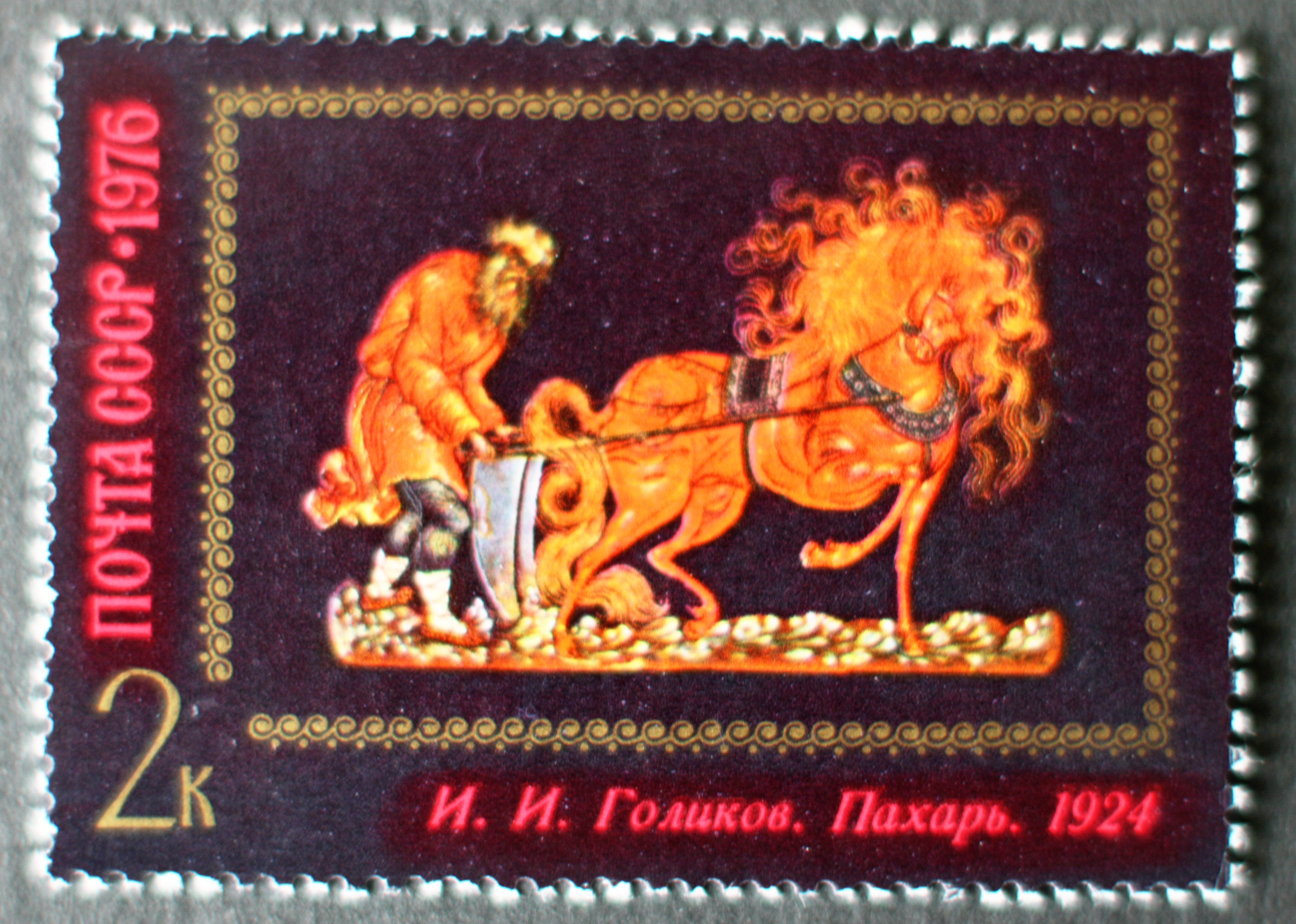
Почтовая марка СССР, 1976 год